# Jack Wade
Jack Wade é um personagem da série cinematográfica do espião britânico James Bond, que aparece em dois filmes da franquia, 007 contra Goldeneye (1995) e 007 O Amanhã Nunca Morre (1997), os dois primeiros com Pierce Brosnan no papel de 007.
Interpretado pelo ator Joe Don Baker, Wade é um agente da CIA, aliado de Bond. Curiosamente, o mesmo ator também interpretou antes um vilão, Brad Whitaker, no filme The Living Daylights (1985).

## Características
Wade é um agente da CIA não convencional, com tendências excêntricas e passagens cômicas. Possuidor de métodos ortodoxos de trabalho, divide com Bond o mesmo senso de humor  e paixão por mulheres bonitas.

## Filmes
Em 007 contra Goldeneye, Wade e Bond não se dão bem no início, já que o americano não tem paciência para os códigos e senhas que Bond e os britânicos  - a quem chama de 'bocas-duras' - costumam usar em suas missões, mas durante a trama se tornam grandes amigos, quando notam possuírem o mesmo desdém por regras e etiquetas oficiais. Com sua retaguarda na CIA e seu acesso aos marines, ele ajuda Bond a destruir os planos de Alec Trevelyan de usar o Goldeneye para destruir a economia britânica.
Bastante informal, Wade tende a dar apelidos a 007, a quem chama de 'Jimbo' e 'Jimmy' e tem a tatuagem de uma rosa no braço, feita para a esposa de seu terceiro casamento. Ao fim do filme, ele garante a segurança de Bond e Natalya Simonova na selva cubana, cercando-os com marines camuflados, antes de levá-los à Guantânamo.
Em 007 O Amanhã Nunca Morre, ele reaparece - vestindo uma camisa estampada havaiana -  encontrando-se com Bond quando este entrega um sofisticado aparelho de GPS a especialistas da Marinha norte-americana. Ele também ajuda 007 a organizar um salto HALO, feito de grande altitude, sobre território inimigo  resmungando para si mesmo que caso o salto e a posterior infiltração ilegal de Bond deem errado, ele terá que testemunhar perante alguma comissão de inquérito sobre a Inteligência no Senado dos Estados Unidos.